# Sixth Comm
Sixth Comm è un gruppo musicale musica sperimentale, rock e synth pop inglese fondato da Patrick Leagas nel 1986, fortemente influenzato dalla magia e dalla mitologia nordica.

## Storia
Patrick Leagas fonda i Sixth Comm nel 1986 dopo aver abbandonato improvvisamente il gruppo neofolk/post-industrial Death in June nel nell'aprile dell'anno precedente.  La prima registrazione dei Sixth Comm contiene alcune cover di brani dei Death in June, mentre la cassetta Nothing Life viene inizialmente realizzata come lavoro collettivo delle due band, per essere poi ristampata senza fare menzione dell'ex band di Leages.
I primi lavori dei Sixth Comm proseguono nella direzione della musica neofolk tracciata dalla band di Douglas Pearce, per poi distaccarsene progressivamente adottando uno stile personale. Leagas decide di adottare il soprannome di O'Kill, iniziando ad adottare uno stile musicale maggiormente elettronico e dance e a sperimentare nuove sonorità. I testi iniziano a evolvere sempre più in direzione di contenuti pagani. La "sacerdotessa pagana" Amodali (moglie di Leagas) appare occasionalmente come componente del gruppo.

## Discografia

### Album
- A Nothing Life (1987, Eyas Media; 1990, Kenaz)
- Content with Blood (1987, Eyas Media)
- Fruits of Yggdrasil (1987, Eyas Media)
- Asylum (1990, Eyas Media)
- Seething (1990, Kenaz)
- Grey Years (1993, Kenaz)
- White Rose Live (1995, Kenaz)
- Headless (2006, Schwarzrock)

### Compilation
- Turn of the Wheel (1988, In9)
- Archive 1 (1990, Kenaz)
- Archive 2 (1990, Kenaz)
- The Little Death (1994, Celtic Circle Productions)
- Recoil (2001, Paragoric)

### Singoli e EP
- The Taste For Flesh (1987, Eyas Media)
- Born Again (1988)
- Paradise/Calling (1989, Eyas Media)
- Morthogenesis (1990, Eyas Media/Kenaz)
- The Birth Of The Seven (1993, Feuergefährlich!)
- Birth Of The Seven Chapter One: Serpent Dance (1994, VUZ Records)
- Serpent Dance (1994, Glasnost Records)

### Collaborazioni con Mother Destruction

#### Album
- Pagan Dance (1994, Pagan Dance Label)
- Hagazussa (1998, Schwarzrock)
- Chemantra (2000, Trinity)

#### EP
- Ascending The Spiral Groove (1992, Pagan Dance Label)
- Fetch (1998, Ant-Zen)